# オンブズマン
オンブズマン（スウェーデン語: ombudsman [ˈɔm.bʉːdsˌman] 原義は「代理人」、英語発音: [ˈˈɑmbʌdzmən]）とは、行政機関やメディア、社会などを外部から監視・検証し、権利・利益の侵害に対する調査及び救済の勧告を図る制度または団体のこと。

## 分類
国際オンブズマン協会では以下の3つに分類している。
- 古典的オンブズマン (classical ombudsman)

政府機関を監視、調査、検証する制度。公的オンブズマンとも称される。
- 組織内オンブズマン (organizational ombudsman/ombudsperson)

企業、大学、官公庁等の組織に設置される組織内の監視・検証および紛争処理を目的とした制度。
- 権利擁護オンブズマン (advocate ombudsman)

特定集団の権利擁護のため、代理人として活動する組織。

## 表記
ジェンダーの観点からオンブズマンではなくオンブズパーソンと表記すべきとする議論がある。しかし、スウェーデン語のombudsmanは両性名詞（共性名詞）であり、オンブズマンそのままの表記をすべきと意見もある。そのため、英文ではombudsmanの表記について英語ではないことを表す趣旨でイタリック体とすることがある。

## 各国の公的オンブズマン制度

### スウェーデン
議会オンブズマンの制度は1809年に成立したが、現在は1975年制定の統治法典に基づき設置されている。議会により任命され、任期は4年間で再任できる。正オンブズマン4人と副オンブズマン2人、他に事務局のスタッフがいる。オンブズマンの監視対象は裁判所及び行政機関と公務員であるが、内閣と大臣は対象となっていない。オンブズマンは勧告に従わなかった行政機関または公務員を起訴する権限を有している。

### フィンランド
1人のオンブズマンと2人の副オンブズマンからなる。議会から任命され任期は4年。オンブズマンとしての権限は同等で、それぞれ単独で職務を遂行できる。監視対象は政府、大臣、裁判所、公務員と広いが、議員、検事総長、弁護士は対象とならない。世界で2番目にオンブズマン制度を導入した国である。

### デンマーク
1953年の憲法改正によって設置。現在の制度は1996年の法律（lov nr. 473 af den 12. juni 1996)によっている。国会により任命され、任期はなく再任も可能だが、通常は総選挙のある度に総選挙後の国会で任命される。国会オンブズマンは1名または2名であり、不在時には事務局長が代行する。国会議員であってはならない。
オンブズマンの監視対象は首相と大臣を含めるが、裁判所は対象となっていない。スウェーデン、フィンランドに次ぎ、世界で3番目にオンブズマン制度を導入した国である。

### フランス
1973年にメディアトゥール（共和国斡旋官）設置法が成立。国会議員の中から閣議決定により大統領から1名が任命される。任期は6年で再任不可。市民からの直接の審査請求はできず、国会議員を仲介とする必要がある。代理人の任命権を持ち、海外領土を含めて配置することができる。代理人の任期は1年で再任可。代理人に対しては市民が直接審査請求ができる。
2008年に権利擁護官 (defenseur des droits) の設置が共和国憲法に明記された。大統領が直接任命し、メディアトゥールより強い独立性を持つとされているが、関連法が未整備のため詳細は未定。

### EU
1992年のマーストリヒト条約により制度化され、1995年7月に最初の欧州オンブズマンが選任された。欧州議会により任命され、任期は5年で再任もできる。欧州オンブズマンは1名で、その下に事務局が置かれている。欧州オンブズマンの監視対象は欧州議会諸機関で欧州裁判所、欧州司法裁判所も対象に含まれるが、司法権に権限は及ばない。

### 日本
一部の地方自治体では、条例等を定め『オンブズマン制度』を設けている事例がある。公的オンブズマンが日本で初めてできたのは1990年7月11日に川崎市市民オンブズマン条例を制定した川崎市である。
なお、行政相談制度を所管している総務省行政評価局の行政評価局長が、1994年10月から、「日本の行政相談制度は、総務省と行政苦情救済推進会議と行政相談委員が一体となって、オンブズマン的機能を果たしている」との評価を得たことによって、国際オンブズマン協会 (I.O.I) に正会員として加入している。

## その他の公的オンブズマン

### 特殊オンブズマン
特定の行政機関のみを監視対象とする。または、行政機関以外を監視対象とする公的オンブズマンを特殊オンブズマンと呼ぶ。
- 消費者オンブズマン

企業活動を監視し、国民の権利・利益の侵害に対する調査及び救済の勧告を図る公職。1971年にスウェーデンで設置されたのが最初とされる。
- 軍事オンブズマン

軍隊内部における人権（軍人の権利）の侵害に対する調査及び救済の勧告を図る公職。1915年にスウェーデンで設置されたのが最初とされる。

## 私的(民間)オンブズマン

### 組織内オンブズマン
1970年代の北米地域で生まれた概念で、職場でのいじめ、セクシュアル・ハラスメント、不当行為などの相談を受け付ける窓口。経営者に雇用されるが、守秘義務を持ち、独立性、中立性をもって職務を遂行する。また、非公式性を持ち一方に有利な結論を目指すのではなく、経営者と従業員双方の利益を調整して問題解決を図る。しかし、正式な苦情処理機能を持たないため、必要に応じて正式な調査、裁判などの手段を提示する義務がある。IOA (international ombudsman association) では組織内オンブズマンについて、紛争処理戦略や個人間交渉などの研修を受けることを要求している。
日本では学校法人慶應義塾に導入した例があるが、日本における「オンブズマン」の名称に対する印象が組織内オンブズマンの中立性の概念と反するとして、「慶應義塾ハラスメント防止委員会」の名称を採用した。

### 権利擁護オンブズマン
一般的には児童、生徒、患者、障害者、社会的弱者など権利の意思表示が困難な者の利益のために活動する組織が多い。オンブズマンではなくアドボケイト、アドボカシー団体(advocate,advocacy)を名乗ることもある。中立性を持たず、特定集団の権利確保を目的とした利益団体。

### 日本の「市民オンブズマン」活動
日本では、（公的）オンブズマンに対して、市民団体が「いずれの党派にも加担しないで、市民の立場から行政や企業などを監視しよう」という目的で、自ら市民オンブズマンを名乗る団体などがある。日本で初めて「市民オンブズマン」を名乗ったのは1980年12月14日に大阪で結成された「市民オンブズマン」である。
2008年6月現在、全国市民オンブズマン連絡会議に加盟している市民オンブズマン団体は85団体である。主に情報公開制度と住民監査請求・住民訴訟を用いて自治体等を追及している。1995-1996年に全国市民オンブズマン連絡会議が行った「官官接待・カラ出張」追及では、25都道府県で303億8722万円を返還させた（1998年7月調査）。また、2004年以降に全国市民オンブズマン連絡会議が行った「警察裏金追及」キャンペーンでは、7道県警で1,222,234,259円を返還させた（2007/12/21現在）。2007年以降、地方議会の政務調査費追及キャンペーンでは延べ34議会で7億9057万1423円の返還勧告を出させている（2008年7月3日現在）。このほか、左派系の影響が強い全国市民オンブズマン連絡会議とは一線を画すオンブズマン団体もある。

### 市民オンブズマン活動の問題点

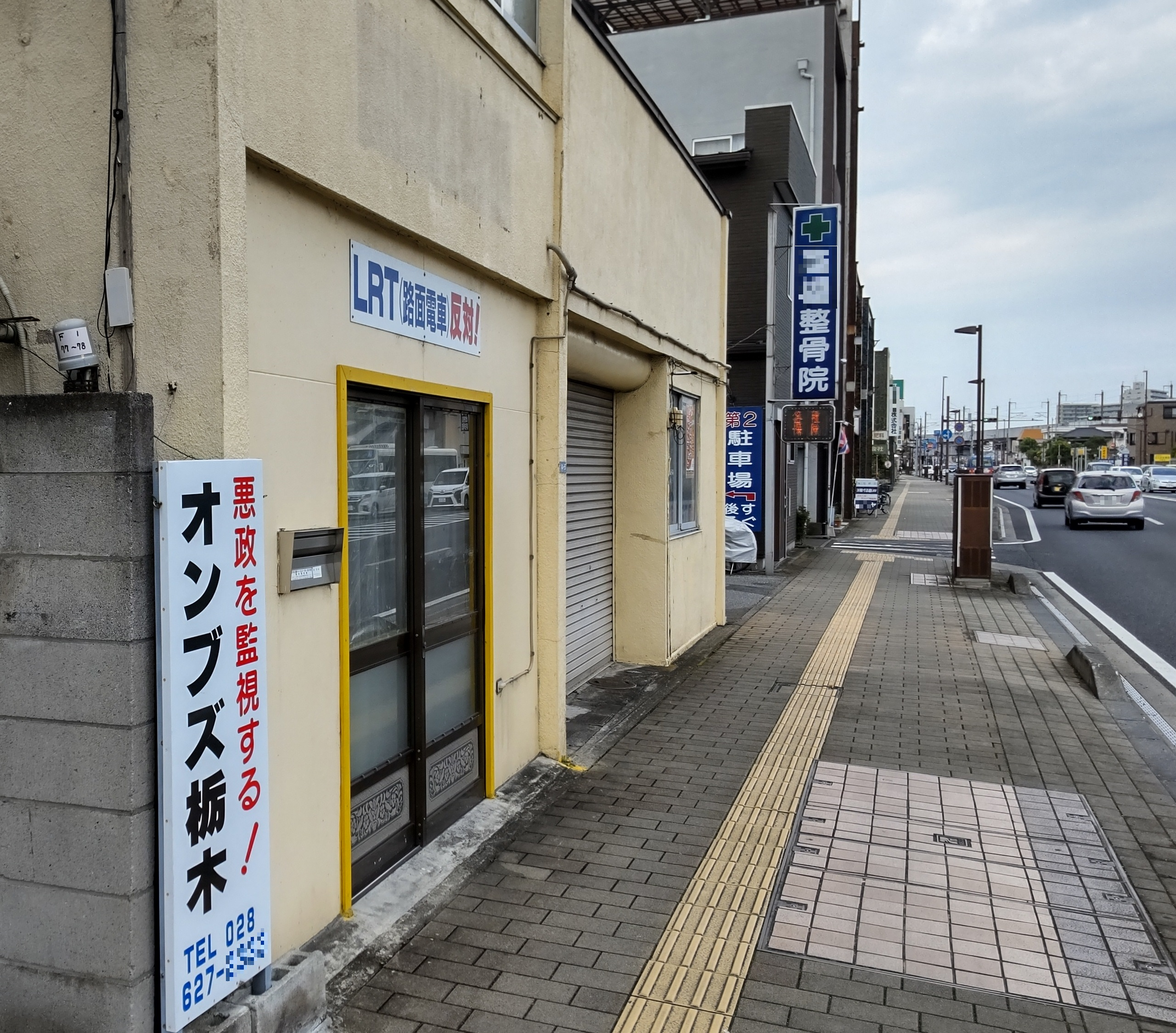
宇都宮ライトレール反対を主張する看板を掲げるオンブズ栃木

各種イデオロギーによるロビー活動の隠れ蓑や、暴力団や右翼団体・左翼団体が企業・団体への恐喝を行う際に「市民オンブズマン」を利用するケース、あるいは自ら「オンブズマン」を名乗って恐喝を行ったケースもある。また、オンブズマン団体関係者が特定政策について反対を主張する看板を設置した事例もある。
1人で「市民オンブズマン」を名乗って活動する「自称オンブズマン」が増えているという現状もある。宅八郎は2007年4月22日投票の渋谷区長選挙に『オンブズマン渋谷行革110番』公認で立候補し、落選したが、各種オンブズマン団体とは無縁である。